# Wereldbeker schaatsen 2016/2017 - Wereldbeker 4
De wereldbeker schaatsen 2016/2017 wereldbeker 4 was de vierde wedstrijd van het wereldbekerseizoen en vond plaats van 9 tot en met 11 december 2016 op de ijsbaan Thialf in Heerenveen, Nederland. Het was de eerste belangrijke internationale wedstrijd in Thialf sinds de renovatie.

## Tijdschema
| Datum                | Tijd (CET) | Onderdeel                                                                                            |
| -------------------- | ---------- | --- |
| Vrijdag 9 december   | 16:50      | 500 m vrouwen 500 m mannen ploegenachtervolging vrouwen ploegenachtervolging mannen                  |
| Zaterdag 10 december | 14:30      | 1500m vrouwen 1500m mannen teamsprint vrouwen teamsprint mannen massastart vrouwen massastart mannen |
| Zondag 11 december   | 13:30      | 5000m vrouwen 1000m vrouwen 1000m mannen 10.000 m mannen                                             |

## Podia

### Mannen
| Wedstrijd            | Goud                                                                  | Tijd     | Zilver                                                      | Tijd     | Brons                                                     | Tijd     |
| 500 m                | Roeslan Moerasjov Rusland                                             | 34,50    | Artur Waś Polen                                             | 34,79    | Mitchell Whitmore Verenigde Staten                        | 34,81    |
| 1000 m               | Kjeld Nuis Nederland                                                  | 1.08,21  | Shani Davis Verenigde Staten                                | 1.08,57  | Kim Jin-su Zuid-Korea                                     | 1.08,63  |
| 1500 m               | Kjeld Nuis Nederland                                                  | 1.45,11  | Denis Joeskov Rusland                                       | 1.45,41  | Patrick Roest Nederland                                   | 1.46,42  |
| 10.000 m             | Jorrit Bergsma Nederland                                              | 12.52,20 | Erik Jan Kooiman Nederland                                  | 12.57,92 | Ted-Jan Bloemen Canada                                    | 13.00,07 |
| Massastart           | Joey Mantia Verenigde Staten                                          | 8.05,60  | Lee Seung-hoon Zuid-Korea                                   | 8.05,94  | Evert Hoolwerf Nederland                                  | 8.06,40  |
| Teamsprint           | Verenigde Staten Kimani Griffin Jonathan Garcia Mitchell Whitmore     | 1.19,97  | Canada Laurent Dubreuil Christopher Fiola Vincent De Haître | 1.20,29  | Polen Artur Nogal Piotr Michalski Sebastian Klosinski     | 1.20,58  |
| Ploegenachtervolging | Noorwegen Sindre Henriksen Simen Spieler Nilsen Sverre Lunde Pedersen | 3.42,43  | Nederland Jan Blokhuijsen Patrick Roest Douwe de Vries      | 3.43,04  | Italië Andrea Giovannini Michele Malfatti Nicola Tumolero | 3.43,53  |

### Vrouwen
| Wedstrijd            | Goud                                     | Tijd    | Zilver                                                       | Tijd    | Brons                                                             | Tijd    |
| 500 m                | Nao Kodaira Japan                        | 37,69   | Yu Jing China                                                | 37,81   | Maki Tsuji Japan                                                  | 37,97   |
| 1000 m               | Heather Bergsma Verenigde Staten         | 1.14,60 | Marrit Leenstra Nederland                                    | 1.14,73 | Brittany Bowe Verenigde Staten                                    | 1.15,03 |
| 1500 m               | Ireen Wüst Nederland                     | 1.55,34 | Heather Bergsma Verenigde Staten                             | 1.55,99 | Miho Takagi Japan                                                 | 1.56,08 |
| 5000 m               | Martina Sáblíková Tsjechië               | 6.57,64 | Claudia Pechstein Duitsland                                  | 7.00,82 | Melissa Wijfje Nederland                                          | 7.02,51 |
| Massastart           | Kim Bo-reum Zuid-Korea                   | 8.31,73 | Irene Schouten Nederland                                     | 8.31,82 | Francesca Lollobrigida Italië                                     | 8.31,83 |
| Teamsprint           | Japan Erina Kamiya Arisa Go Nao Kodaira  | 1.27,55 | Rusland Nadezjda Asejeva Olga Fatkoelina Jekaterina Sjichova | 1.28,68 | Nederland Bo van der Werff Anice Das Sanneke de Neeling           | 1.28,80 |
| Ploegenachtervolging | Japan Ayano Sato Miho Takagi Nana Takagi | 2.59,51 | Duitsland Roxanne Dufter Gabriele Hirschbichler Isabell Ost  | 3.02,47 | Polen Katarzyna Bachleda-Curuś Natalia Czerwonka Luiza Złotkowska | 3.03,50 |